# Free the Universe
Albums de Major Lazer
Guns Don't Kill People... Lazers Do (en)
(2009) Peace Is the Mission
(2015)
Singles
1. Get Free
Sortie : 18 mai 2012
2. Jah No Partial
Sortie : 22 octobre 2012
3. Watch Out For This (Bumaye)
Sortie : 26 février 2013
4. Bubble Butt
Sortie : 25 mai 2013

Free the Universe est le 2e album studio de Major Lazer sorti en 2013.

## Listes des titres
Crédits adaptés des notes du livret de  Free the Universe.
| No  | Titre                                                                        | Auteur                                                                                   | Producteur(s)                                          | Durée |
| --- | ---------------------------------------------------------------------------- | ---------------------------------------------------------------------------------------- | ------------------------------------------------------ | ----- |
| 1.  | You're No Good (featuring Santigold, Vybz Kartel, Danielle Haim & Yasmin)    | Thomas Pentz, David Taylor, Santi White, Adidja Palmer, Yasmin Shahmir, Ariel Rechtshaid | Major Lazer, Rechtshaid                                | 4:04  |
| 2.  | Jet Blue Jet (featuring Leftside, GTA, Razz & Biggy)                         | Pentz, C. Parks, J. Mejia                                                                | Major Lazer, GTA                                       | 3:19  |
| 3.  | Get Free (featuring Amber de Dirty Projectors)                               | Pentz, Taylor, Amber Coffman, David Longstreth                                           | Major Lazer                                            | 4:51  |
| 4.  | Jah No Partial (en) (featuring Flux Pavilion)                                | Pentz, Joshua Steele, E. Osbourne, L. James                                              | Major Lazer, Flux Pavilion                             | 4:13  |
| 5.  | Wind Up (featuring Elephant Man & Opal)                                      | Pentz, O'Neil Bryan, O. Josephs                                                          | Major Lazer, Gianni Marino (add.), Mahesa Utara (add.) | 4:27  |
| 6.  | Scare Me (featuring Timberlee & Peaches)                                     | Pentz, Taylor, Peaches, Timberlee                                                        | Major Lazer                                            | 3:00  |
| 7.  | Jessica (featuring Ezra Koenig de Vampire Weekend)                           | Pentz, Koenig, Carl Dawkins                                                              | Major Lazer                                            | 4:13  |
| 8.  | Watch Out For This (Bumaye) (featuring Busy Signal, The Flexican & FS Green) | Pentz, T. Goethals, Reanno Gordon, R. Blades                                             | Major Lazer, The Flexican, FS Green                    | 4:29  |
| 9.  | Keep Cool (Life Is What) (featuring Shaggy & Wynter Gordon)                  | Pentz, Orwell Burrell, Diana Gordon                                                      | Major Lazer                                            | 4:22  |
| 10. | Sweat (featuring Laidback Luke and Ms. Dynamite)                             | Pentz, Lucas van Scheppingen, N. Daley                                                   | Major Lazer, Laidback Luke                             | 4:29  |
| 11. | Reach for the Stars (featuring Wyclef Jean)                                  | Pentz, Taylor, Jean, W. Henry, A. Bain                                                   | Major Lazer                                            | 4:06  |
| 12. | Bubble Butt (featuring Bruno Mars, Tyga & Mystic)                            | Pentz, Taylor, Peter Hernandez, Michael Stevenson, Mystic                                | Major Lazer, Valentino Khan                            | 3:47  |
| 13. | Mashup the Dance (featuring The Partysquad & Ward 21)                        | Pentz, A. Grey, K. McCarthy                                                              | Major Lazer, The Partysquad                            | 3:49  |
| 14. | Playground (featuring Bugle & Arama)                                         | Pentz, Taylor, R. Thompson, A. Brown                                                     | Major Lazer                                            | 3:56  |

### Édition collector
| 15. | Jah No Partial (Jack Beats Remix) (featuring Flux Pavilion)                       | 4:52 |
| 16. | Get Free (Yellow Claw Get Free Money Remix) (featuring Amber de Dirty Projectors) | 4:16 |
| 17. | Look At Where We Are (Major Lazer Extended Remix) (interprété par Hot Chip)       | 6:25 |
| 18. | Jah No Partial (The Reef Remix) (featuring Flux Pavilion)                         | 4:50 |
| 19. | Get Free (Blood Diamonds Remix) (featuring Amber Coffman de Dirty Projectors)     | 4:49 |
| 20. | Jah No Partial (Vato Gonzalez Remix) (featuring Flux Pavilion)                    | 6:05 |
| 21. | Talk 'Bout Me (Popcaan x Major Lazer x Baauer)                                    | 3:32 |
| 22. | Get Free (Avicii Edit) (featuring Amber Coffman de Dirty Projectors)              | 3:13 |
| 23. | Settle Down (Major Lazer Remix) (interprété par No Doubt)                         | 4:55 |
| 24. | Get Free (Camo UFOs Remix) (featuring Amber Coffman of Dirty Projectors)          | 4:32 |